# Bresso (Käse)
Bresso ist eine deutsche Käsesorte und Marke der zum französischen Molkereikonzern Savencia Fromage & Dairy (ehemals Bongrain) gehörenden Käserei Edelweiss in Kempten (Allgäu). Es handelt sich um Frisch- und Weichkäse mit unterschiedlicher Produktvariation. In den Niederlanden wird die Marke wie auch früher in Deutschland als Bressot beworben.

## Geschichte und Einführungen
Im Jahr 1976 wurde die Marke Bressot als Frischkäsemarke in den Handel gebracht. Nach wenigen Jahren wurde die Marke in Bresso umbenannt. Im Rahmen der Neigung zu kalorienarmer Ernährung wurde 1988 ein Bresso-Frischkäse als Leichtprodukt eingeführt, mittlerweile heißt dieses Balance. 1989 wurde das Sortiment um die Prachtstücke erweitert, es handelt sich um einen cremigen Weichkäse in unterschiedlichen Geschmacksrichtungen. 2001 und 2002 wurden neue Geschmackssorten für den Frischkäse eingeführt. Drei Jahre später wurde die Markengestaltung modernisiert. 
Seit 2007 werden unter der Marke Bresso Frischkäse-Portionen Produkte verkauft, die bisher unter der Marke Le Tartare (und in Frankreich immer noch unter Tartare) liefen. In der 150-Gramm-Schale ist in Deutschland Le Tartare weiterhin erhältlich.
Seit 2009 wird dem Weichkäse ein wenig Frischkäse beigemischt. 2010 wurde Traditionelle eingeführt; hierbei ist in einem verschließbaren Becher eine Frischkäseportion auf einem dekorativen Frischepapier serviert. Ein Jahr darauf wurde das Verpackungsdesign von Bresso modernisiert und neue Geschmackssorten eingeführt.

## Typen
Bresso wird in folgenden Arten und Geschmackssorten verkauft (Stand: Dezember 2014):
- Bresso Frischkäse-Becher: 
  - Kräuter aus der Provence, Balance mit Kräutern aus der Provence, Feine Kräuter, Leichtgenuss feine Kräuter, Wildkräuter, Französischer Schnittlauch, feiner Knoblauch, grüner Pfeffer, Kirschtomaten & Chili, Meersalz, à la Quiche (31, 55, 57 oder 62 % Fett in der Trockenmasse)
- Bresso Frischkäse Traditionelle (Portion in Frischepapier):
  - Feine Kräuter, Walnuss & Traube (65 bzw. 70 % Fett in der Trockenmasse)
- Bresso Frischkäse-Portionen (portioniert):
  - Feine Kräuter, 3 Sorten Pfeffer, Kräuter aus der Provence, Walnuss, Frische Vielfalt (70 % Fett in der Trockenmasse)
- Bresso Antipasti (in verschließbarer Schale zum Streichen): 
  - Paprika & Peperoni, Oliven & getrocknete Tomaten, Lachs & Dill (67 bzw. 70 % Fett in der Trockenmasse)
- Bresso Antipasti Frischkäsehäppchen: 
  - Antipasti Kräuter aus der Provence, Antipasti Lachs-Variationen, Antipasti Paprika & Tomate (67 bzw. 70 % Fett in der Trockenmasse)
- Bresso Weichkäse (in runder Kartonschachtel): 
  - Cremig-frisch, Cremig-frisch mit Kräutern der Provence, Cremig-frisch mit grünem Pfeffer, Cremig-frisch mit feinem Knoblauch, Mild-würzig (55 bzw. 58 % Fett in der Trockenmasse)